# Indianapolis 500 in 1925
De 13e Indianapolis 500 werd gereden op zaterdag 30 mei 1925 op de Indianapolis Motor Speedway. Amerikaans coureur Pete DePaolo won de race in een Duesenberg.

## Startgrid
| Rij | Binnen          | Midden          | Buiten        |
| --- | --------------- | --------------- | ------------- |
| 1   | Leon Duray      | Pete DePaolo    | Harry Hartz   |
| 2   | Earl Cooper     | Dave Lewis      | Ralph Hepburn |
| 3   | Jules Ellingboe | Pietro Bordino  | Peter Kreis   |
| 4   | Frank Elliott   | Tommy Milton    | Fred Comer    |
| 5   | Bennett Hill    | William Shattuc | Earl Devore   |
| 6   | Wade Morton     | Herbert Jones   | Ralph DePalma |
| 7   | Ira Vail        | Bob McDonogh    | Milton Jones  |
| 8   | Phil Shafer     |                 |               |

## Race
| #                                  | Coureur         | Auto       | Ronden | Opgave     |
| ---------------------------------- | --------------- | ---------- | ------ | ---------- |
| 1                                  | Pete DePaolo    | Duesenberg | 200    |            |
| 2                                  | Dave Lewis      | Miller     | 200    |            |
| 3                                  | Phil Shafer     | Duesenberg | 200    |            |
| 4                                  | Harry Hartz     | Miller     | 200    |            |
| 5                                  | Tommy Milton    | Miller     | 200    |            |
| 6                                  | Leon Duray      | Miller     | 200    |            |
| 7                                  | Ralph DePalma   | Miller     | 200    |            |
| 8                                  | Peter Kreis     | Duesenberg | 200    |            |
| 9                                  | William Shattuc | Miller     | 200    |            |
| 10                                 | Pietro Bordino  | Fiat       | 200    |            |
| 11                                 | Fred Comer      | Miller     | 200    |            |
| 12                                 | Frank Elliott   | Miller     | 200    |            |
| 13                                 | Earl Devore     | Miller     | 198    |            |
| 14                                 | Bob McDonogh    | Miller     | 188    | Mechanisch |
| 15                                 | Wade Morton     | Duesenberg | 156    | Ongeval    |
| 16                                 | Ralph Hepburn   | Miller     | 144    | Mechanisch |
| 17                                 | Earl Cooper     | Miller     | 127    | Ongeval    |
| 18                                 | Bennett Hill    | Miller     | 69     | Mechanisch |
| 19                                 | Herbert Jones   | Miller     | 69     | Ongeval    |
| 20                                 | Ira Vail        | Miller     | 63     | Mechanisch |
| 21                                 | Milton Jones    | Ford       | 33     | Mechanisch |
| 22                                 | Jules Ellingboe | Miller     | 24     | Mechanisch |
| Gemiddelde snelheid : 162,748 km/h |                 |            |        |            |